# St. Bernardus

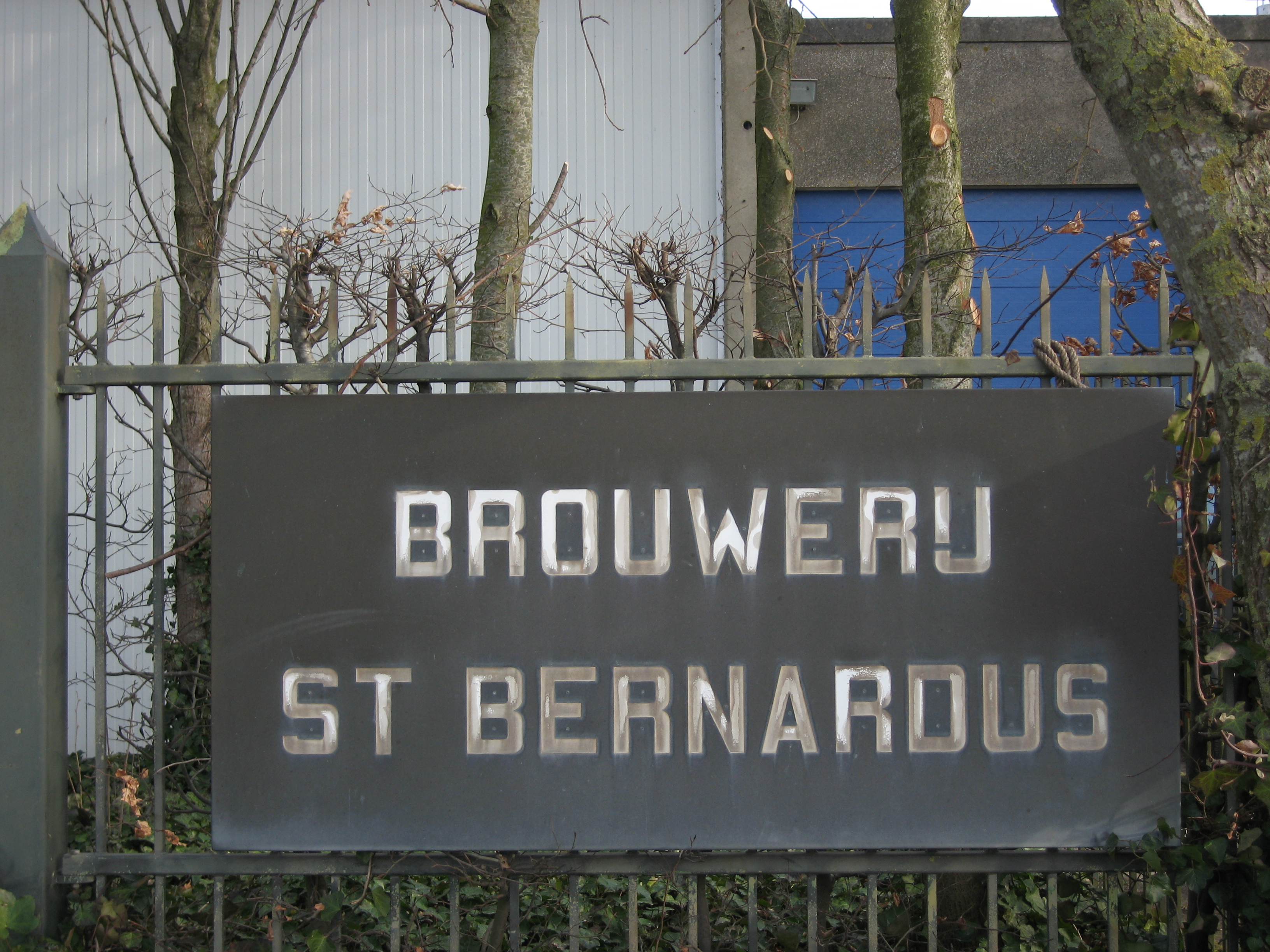
Brauereischild

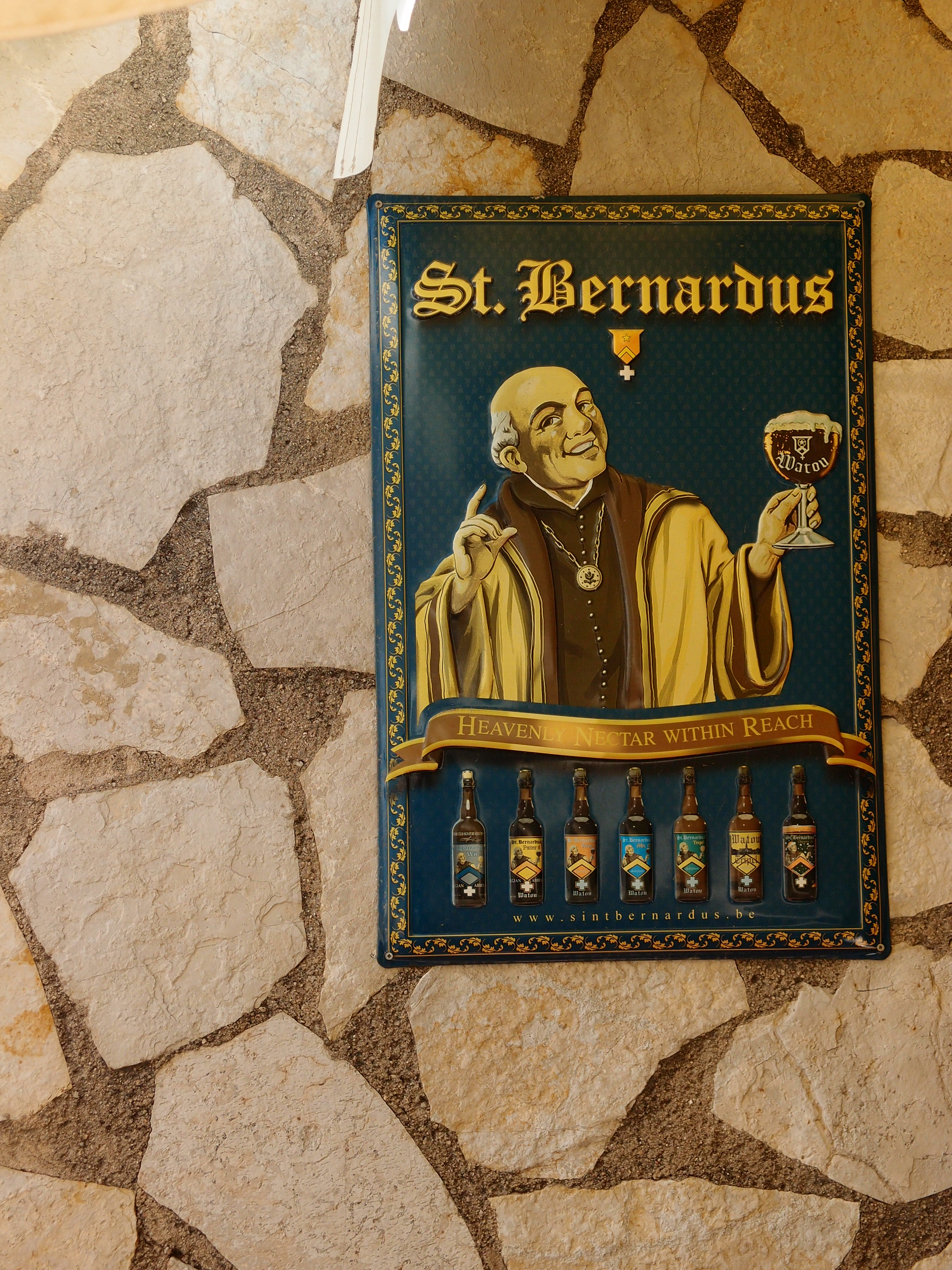
St. Bernardus Außenwerbung

St. Bernardus ist eine belgische Bierbrauerei in der westflandrischen Stadt Poperinge; sie befindet sich in der Gemeinde Watou. Die Brauerei ist Mitglied der Gesellschaft Belgian Family Brewers. 2012 wurden 33.000 hl Bier gebraut.

## Geschichte
Die Brauereigeschichte beginnt mit einer antiklerikalen Politik Frankreichs im späten 19. Jahrhundert, welche die Mönche der Abbaye du Monts des Cats veranlasste, sich in der belgischen Gemeinde Watou auf einem Bauernhof niederzulassen und dort die Refuge Notre Dame de St. Bernard zu gründen. Die Mönche nahmen hier nach alter Tradition der Trappisten – zur Finanzierung klösterlicher Aktivitäten – eine Käseproduktion auf. Nachdem sich die politischen Verhältnisse in Frankreich wieder gebessert hatten, gaben die Mönche 1934 ihre Besitztümer in Watou auf und kehrten nach Frankreich zurück. Die Käserei wurde von Evarist Deconnick übernommen, der aber auch eigene Produktionsstätten in Watou errichten ließ, denen er eine Bierbrauerei anschloss.
Kurz nach Ende des Zweiten Weltkrieges beschloss das Kloster St. Sixtus in Vleteren, die kommerzielle Produktion ihres Trappistenbieres Westvleteren einzustellen und innerhalb der Klostermauern nur noch für den persönlichen Bedarf – und darüber hinaus nur noch für wenige nahegelegene Gastwirtschaften – Bier zu brauen. Deconinck erwarb zeitgleich von den Mönchen die Lizenz, das Trappistenbier nach Originalrezeptur 30 Jahre lang kommerziell brauen und vertreiben zu dürfen. Deconnick ließ neben seiner Käsefabrik eine neue Brauerei errichten und nahm mit Hilfe eines Braumeisters aus Westvleteren die Produktion des lizenzierten Trappistenbieres unter dem Namen Sixtus auf. In den frühen 1960er Jahren erreichte Deconincks Schwiegersohn Claus, der den Familienbetrieb ab dieser Zeit fortführte, eine Verlängerung der Braulizenz um weitere 30 Jahre; 1992 lief diese Lizenz aus. Eine weitere Verlängerung kam nicht zustande, weil die sechs Trappistenklöster in Belgien und das eine Trappistenkloster in Holland sich gemeinschaftlich dazu entschieden und verpflichtet hatten, die Bezeichnung Trappistenbier ausschließlich nur noch für solche Biere zuzulassen, die innerhalb der jeweiligen Klostermauern gebraut wurden; hierzu wurde auf den Flaschen die garantierte Herkunftsbezeichnung Bière Trappiste aufgenommen. Das Bier und die Brauerei in Watou wurde aus diesem Grund im Jahr 1990 in St. Bernardus – in Anlehnung an die frühere Refuge de Notre Dame de St. Bernard – umbenannt. Weitere Biermarken kamen später hinzu.

## Sorten
- St. Bernardus Abt 12 (10,5 %)
- St. Bernardus Christmas Ale (10,0 %)
- St. Bernardus Prior 8 (8 %)
- St. Bernardus Pater 6 (6,7 %)
- St. Bernardus Tripel (8 %)
- St. Bernardus Witbier (5,5 %)
- Watou Tripel (7,5 %)
- Grottenbier (6,5 %)

## Fotos

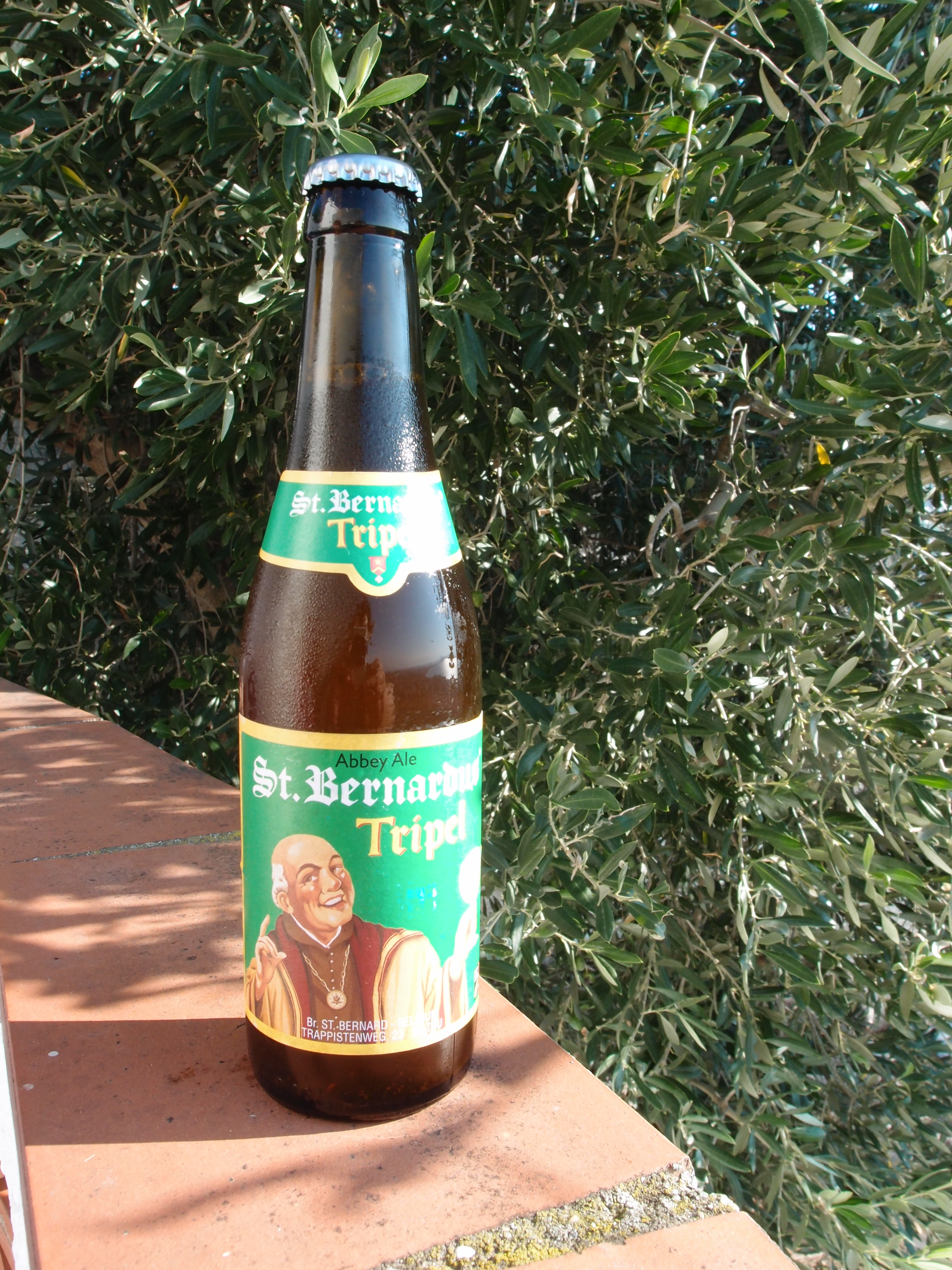
St. Bernardus Tripel
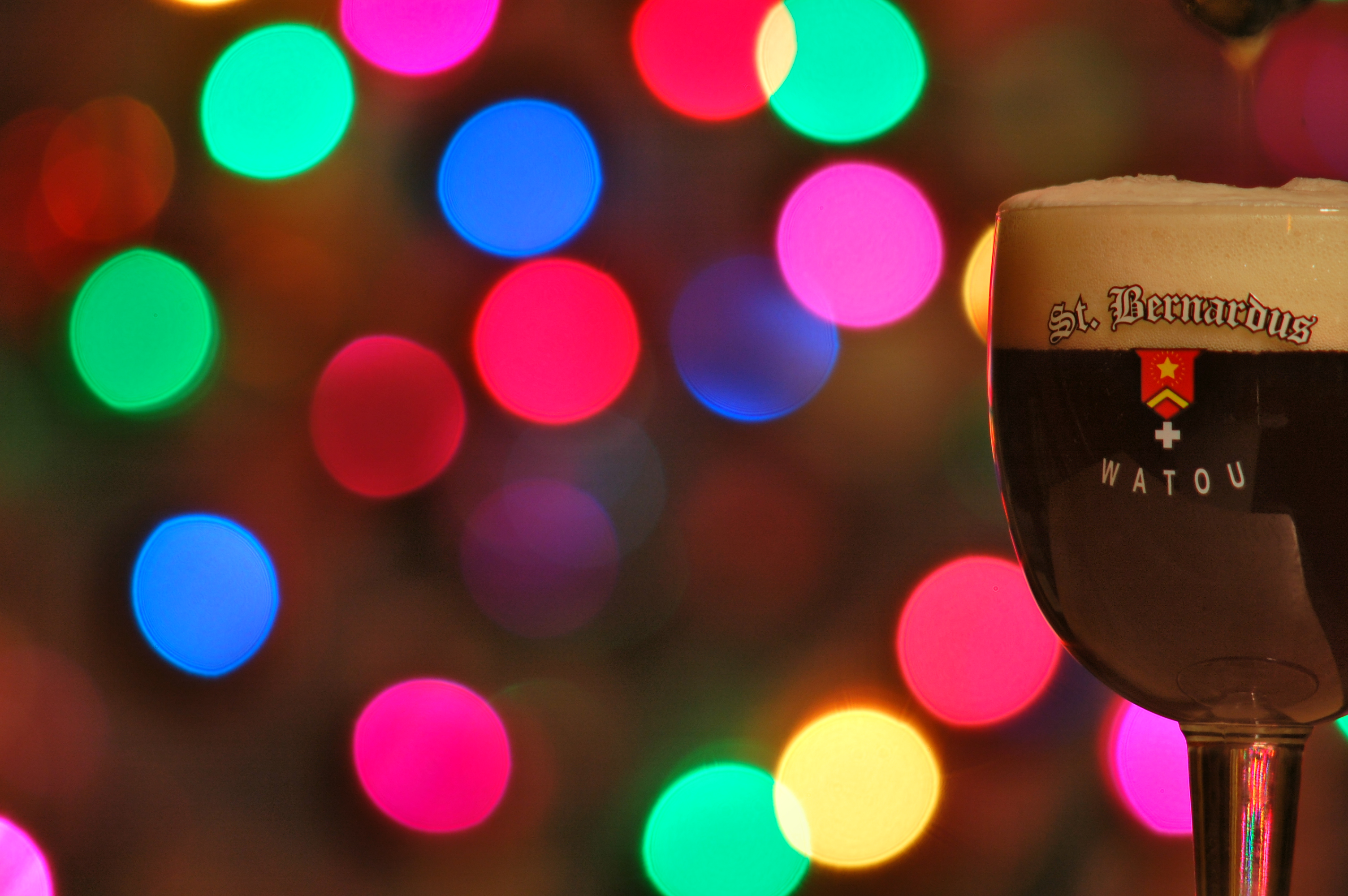
Originalglas
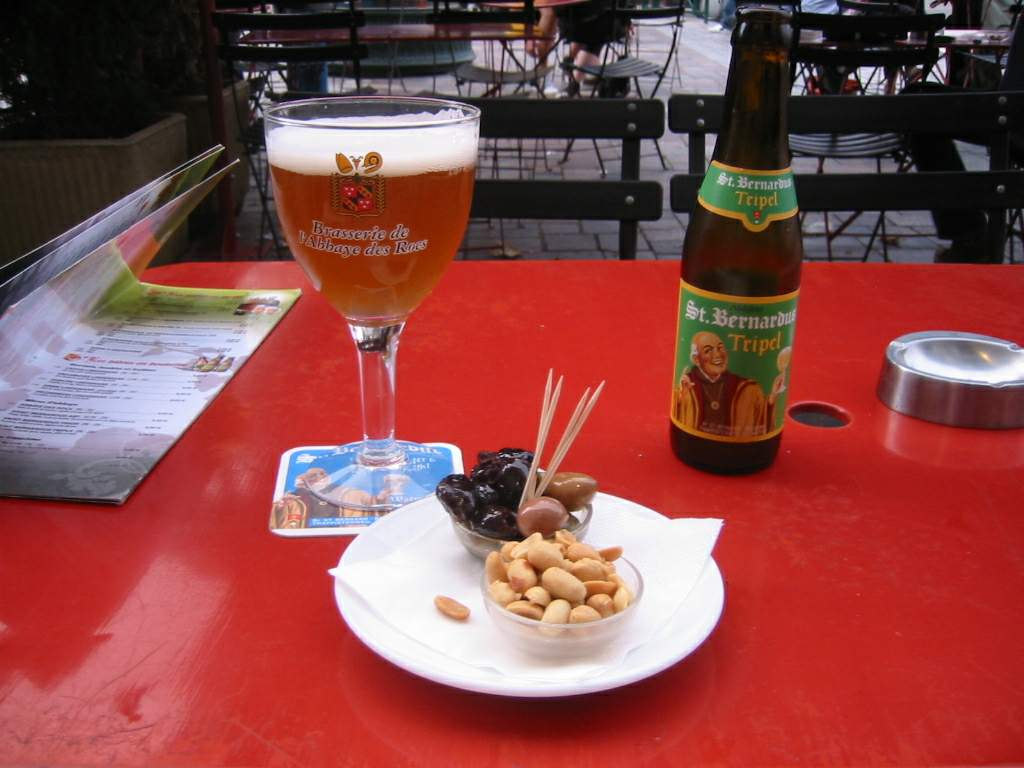
Gastronomieausschank
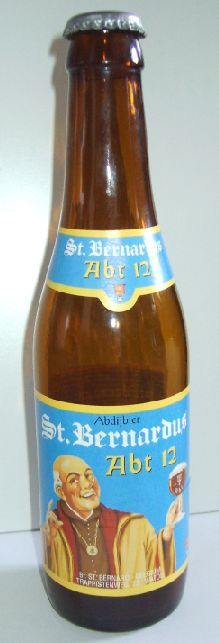
St. Bernardus Abt 12